# Beyla
Beyla és una població de Guinea a uns 80 km al sud-oest de Kérouané.
El 1893 els francesos hi van establir una posició militar on el capità Loyer va desplegar gran activitat, retornant la pau al territori amenaçada per les bandes de sofes de Samori Turé. Durant una sortida a l'entorn de la posició el seu segon, el tinent Lecerf, es va aventurar fins a N'Sapa (a sis dies de marxa al sud-oest) i va ser mort en una escaramussa contra els sofes a la vora d'aquesta vila (15 de març de 1894). L'ajudant Angélidéi va poder transportar el seu cos a Beyla a costa de grans penalitats.
Fou erigida en capital de cercle, quedant situada al nord de la regió militar.